# Roger Chappot
Roger Chappot (* 17. Oktober 1940 in Martigny; † 7. April 2020 in Rennaz) war ein französisch-schweizerischer Eishockeyspieler, der während seiner Karriere beim Villars HC und dem Genève-Servette HC in der Nationalliga A unter Vertrag stand. Sein jüngerer Bruder Maurice war ebenfalls professioneller Eishockeyspieler.

## Karriere
Zwar im Wallis geboren, wuchs Chappot in Chamonix auf, wo er seine Karriere als Eishockeyspieler beim Chamonix Hockey Club lancierte. Zum Eishockey kam er durch seinen Onkel Maurice Clarey, der zu dieser Zeit Präsident des Vereins war. Bereits als Jugendlicher spielte er dort in der ersten Mannschaft und stürmte unter anderem auf den zweiten Platz der französischen Meisterschaft.
Als 16-Jähriger kehrte Chappot in die Schweiz zurück, um in Château-d’Oex eine Lehre als Maler zu beginnen. Daneben stand er für den Genève-Servette HC auf dem Eis. 1960 folgte der Wechsel zum aufstrebenden Villars HC, der zur Saison 1962/63 aus der Nationalliga B aufgestiegen war. Tatsächlich konnte Chappot daraufhin in den Jahren 1963 und 1964 zweimal den Schweizer Meistertitel gewinnen. Bei Villars war er zusammen mit Daniel Piller und Bruno Bernasconi Teil einer der schlagkräftigsten Linien der damaligen Zeit. Zwischenzeitlich spielte er zusammen mit seinem jüngeren Bruder Maurice in derselben Mannschaft. Den Waadtländern blieb Chappot bis 1972 treu, ehe er zu seinem ehemaligen Verein nach Genf zurückkehrte. Dort spielte Chappot sechs weitere Saisons, bevor er 1978 im Alter von 38 Jahren seine Karriere beendete.
Noch heute gilt Roger Chappot als einer der begabtesten Stocktechniker der Schweizer Eishockeygeschichte. So war er vielleicht einer der ersten Schweizer Mittelstürmer, die nach „lehrbuchmässigem Stil“ spielten, weil er, was für die damalige Zeit selten war, aufrecht und ohne auf die Scheibe zu schauen, spielte.
Roger Chappot starb im April 2020 im Alter von 79 Jahren während der COVID-19-Pandemie im Hospital in Rennaz an den Folgen einer SARS-CoV-2-Infektion.

### International
Für die Schweizer Nationalmannschaft absolvierte Chappot zwischen 1958 und 1972 insgesamt 101 Länderspiele. Sein Debüt hatte er am 1. Februar 1958 in Lausanne als 17-Jähriger gegen die USA gegeben (5:8-Niederlage). Neben einer Teilnahme an den Olympischen Winterspielen von 1964 in Innsbruck, stand Chappot auch an mehreren Weltmeisterschaften im Einsatz. So stand Chappot 1959 in Bratislava bei der 0:23-Schlappe gegen Kanada auf dem Eis. 1970 brach er sich an der B-WM nach einem Zusammenstoss mit dem damaligen Torhüter Gérald Rigolet das Bein, 1972 an der A-WM das Handgelenk. Mit seinem Bruder, der nur die französische Staatsangehörigkeit besass, spielte er nie in der gleichen Nationalmannschaft. An Weltmeisterschaften traten sie sogar mehrmals gegeneinander an, so etwa 1962 in Colorado Springs oder 1963 in Stockholm.

## Erfolge und Auszeichnungen
- 1963 Schweizer Meister mit dem Villars HC
- 1964 Schweizer Meister mit dem Villars HC